# Кућа на Тргу Тозе Марковића бр. 5 у Новом Саду
Кућа на Тргу Тозе Марковића бр. 5 у Новом Саду изграђена је 1909. године и представља непокретно културно добро као споменик културе. Трг је у међувремену променуо назив, тако да данас носи име Марије Трандафил, српске добротворке.

## Архитектура куће
Кућа је висока, партерна зграда широког уличног фронтона и основе латиничног слова Л, изграђена је по пројекту зидарског мајстора Манојла Петљанског, за власника Милана Јовића.
Главном фасадом доминира велики, полукружно конструисан ајнфорт улаз са касетираним дрвеним крилима и застакљеним надсветлом. Фланкиран је са два пиластера модификованих јонских капитела. Улаз је померен у десну страну фасаде, тако да је са његове леве стране смештено пет прозора, а са десне само два, сви са надсветлом и уоквиреним малтерским рамовима. Над прозорима су полукружни фронтони са стилизованим шкољкама и људским маскама у средини. Поткровни венац је украшен низом китњастих конзола.